# 佩爾基 (密歇根州)
佩爾基（英語：Pelkie）是位於美國密歇根州巴拉加縣的一個普查規定居民點。

## 人口
根據2020年美國人口普查的數據，佩爾基的面積為9.19平方千米，當中陸地面積為9.18平方千米，而水域面積為0.01平方千米。當地共有人口51人，而人口密度為每平方千米5.55人。